# Leiothrix arrecta
Leiothrix arrecta är en gräsväxtart som beskrevs av Wilhelm Willy Otto Eugen Ruhland. Leiothrix arrecta ingår i släktet Leiothrix och familjen Eriocaulaceae. Inga underarter finns listade i Catalogue of Life.